# 0verflow

0verflow (яп. オーバーフロー обафуро), також відомий, як Overflow — японський підрозділ компанії Stack Ltd, що спеціалізується на створенні еротичних ігор різновиду інтерактивна література. Компанія відома в основному завдяки популярній серії ігор School Days, адаптованої згодом у різні мультимедійні видання. Штаб-квартира розташована в будівлі Sugishō Building (яп. 杉商ビル сугисьо біру) в Токіо. 10 лютого 2012 року, 0verflow офіційно підтвердили, що Shiny Days (ремейк Summer Days) буде останньою їх грою. Також, компанія запевнила клієнтів, що вони не були на межі банкрутства і будуть продовжувати підтримувати свою лінію відеоігор навіть після виходу Shiny Days.
У 2007 році відеогра School Days була адаптована в аніме, що складається з 12 епізодів, а також у 2008 році у 2 спін-оффи. School Days і Cross Days були адаптовані в мангу.

## Ігри
0verflow створив такі ігри, як:
- Large PONPON (яп. らーじ・PONPON) — 26 листопада 1999 року.
- PureMail — 25 серпня 2000 року.
- 0verflow Pleasure Box (яп. オーバーフローぷれじゃ～ボックス) — 27 квітня 2001 року.
- Snow Radish Vacation (яп. Snowラディッシュバケーション) — 28 грудень 2001 року.
- Let's go for the little sister! (яп. 妹で行こう!) — 27 грудня 2002 року.
- Summer Radish Vacation!! (яп. Summerラディッシュバケーション) — 13 серпня 2003 року.
- Magical Unity (яп. マジカル☆ユニティー) — 27 грудня 2003 року.
- MISS EACH OTHER — 30 квітня 2004 року.
- LOST M — 15 жовтня 2004 року.
- School Days (яп. スクールデイズ)[5] — 28 квітня 2005 року.
- 0verflow Premium Trilogy Box (яп. オーバーフロープレミアムトリロジーボックス) — 27 січня 2006 року.
- Summer Days (яп. サマーデイズ) — 23 червня 2006 року.
- Cross Days (яп. クロスデイズ) — 19 березня 2010 року.
- School Days HQ (яп. スクールデイズ ハイクオリティ) — 8 жовтня 2010 року.
- Shiny Days (яп. シャイニーデイズ) — 27 квітня 2012 року.[6]